# 1876 in Italia

## Avvenimenti
- 5 marzo: esce a Milano il primo numero del Corriere della Sera[1].

- 14 marzo: apre la Biblioteca Nazionale Centrale di Roma; la prima sede è al Collegio Romano[2].

- 15 marzo - 17 giugno: processo a Bologna dei leader "internazionalisti" dei lavoratori e degli anarchici, tutti assolti. Tra gli accusati, Andrea Costa che sarà il primo deputato socialista nel parlamento italiano[3].

- 16 marzo: il governo Minghetti annuncia che il deficit di bilancio viene assorbito[4].

- 18 marzo: si dimette Marco Minghetti, messo in minoranza con un voto convergente della destra e della sinistra (alcuni deputati di destra sono ostili alla politica di austerità e all'intenzione del governo di nazionalizzare le ferrovie)[4].

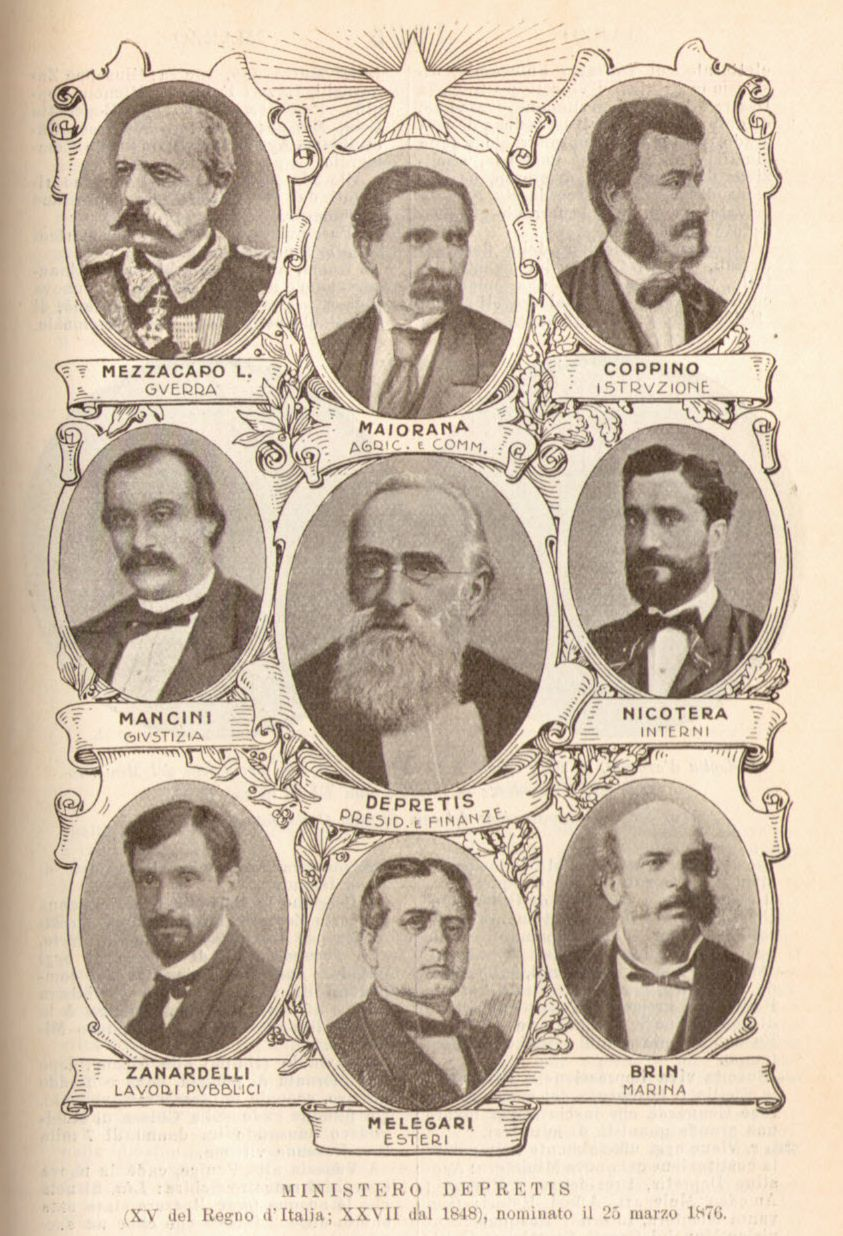
governo Depretis I.

- 25 marzo: nasce il governo Depretis I[5]. La sinistra arriva al potere sotto la direzione di Agostino Depretis e vi rimarrà per più di trent'anni. Una riforma elettorale sarà votata nel 1882, portando il numero di elettori a due milioni. Per mantenere un buon funzionamento parlamentare, Depretis, che prevede l'emergere di nuove classi più agitate e esigenti, preferisce "riunire maggioranze da tutte le aree" e forma una grande coalizione (trasformismo)[6].

- 25 maggio: Paolo Magretti vince la prima edizione della Milano-Torino, la più antica corsa ciclistica su  ruote italiana[7].

- 7 ottobre: Depretis chiede al re lo scioglimento della camera e nuove elezioni per consolidare il suo potere[8].

- 8 ottobre: le università pubbliche sono aperte alle donne[9].

- 5 e 12 novembre: avanzata della sinistra alle elezioni politiche[10].

- 20 novembre: inizio della XIII legislatura[10]. Avrà termine il 2 maggio 1880.

- 16 dicembre : il governo presenta al Parlamento la Legge Coppino, dal nome del ministro Coppino sull’istruzione scolastica primaria obbligatoria[11].

- nascono le reti tranviarie di Napoli, di Trieste e la rete tranviaria interurbana di Milano.

## Cultura

### Archeologia
- a Pompei viene scoperta la casa di Laocoonte, una domus romana.

### Letteratura
- sono pubblicati:
  - I racconti delle fate, una raccolta di fiabe tradotte da Carlo Collodi, illustrate da Enrico Mazzanti.
  - Dio ne scampi dagli Orsenigo, romanzo di Vittorio Imbriani.

### Musei
- 14 marzo: viene fondato a Roma da Luigi Pigorini il Regio museo preistorico ed etnografico. La prima sede è all'interno del Collegio Romano.

### Musica
- 8 aprile: debutta, a La Scala de Milano, La Gioconda, opera  di Amilcare Ponchielli, su libretto di Arrigo Boito.

### Saggistica
- esce Il Bel Paese,  un saggio dell'abate Antonio Stoppani. Vengono illustrate le bellezze naturali, la geologia e la geografia fisica d'Italia.

### Storia
- 5 dicembre: la Società romana di storia patria è fondata a Roma, nella casa di Pietro Ercole Visconti.